# Flann O'Brien
Flann O'Brien, pseudonimo di Brian O'Nolan (Strabane, 5 ottobre 1911 – Dublino, 1º aprile 1966), è stato uno scrittore e giornalista irlandese.

## Biografia
L'attività di romanziere occupò uno spazio marginale nella vita di Brian O'Nolan. Dopo la morte del padre, egli si ritrovò, ancora giovane, unico sostentamento di una famiglia di dodici persone e si vide costretto ad intraprendere la carriera del funzionario governativo della Repubblica d'Irlanda. Nel 1940 cominciò a pubblicare articoli umoristici in inglese e in gaelico sul giornale bilingue The Irish Times con lo pseudonimo di Myles na Gopaleen (Myles dei Cavallini) e, successivamente su The Nationalist e sul Leinster Times con lo pseudonimo di George Knowall.
Morì a Dublino il 1º aprile 1966.

## L'opera letteraria

### "Cruiskeen Lawn"
Flann O'Brien in vita acquistò una certa fama nazionale come Myles na gCopaleen, brillante giornalista satirico e fustigatore dei costumi dei suoi conterranei. Per quasi trent'anni la colonna "Cruiskeen Lawn" (il boccale traboccante), apparve con una certa costanza sulle pagine dell'Irish Times, presentando con tocchi pittorici il vivido e ironico quadro di una Dublino sospesa tra genio e straccioneria e una galleria di ritratti irresistibilmente comici, in un trionfo dell'assurdo, del vano, del banale.

### At Swim-Two-Birds
La fama internazionale come romanziere di Flann O'Brien è dovuta al suo primo, e per molto tempo unico, romanzo in lingua inglese At Swim-Two-Birds, tradotto in italiano da Rodolfo Wilcock con il titolo Una pinta d'inchiostro irlandese. Si tratta di un «romanzo dentro un romanzo dentro un romanzo» nel quale i personaggi si ribellano all'autore organizzandosi per mettere fine alle angherie del capriccioso scrittore.
Il romanzo, pubblicato nel 1939 e considerato uno dei primi esempi di antiromanzo, si rivelò un insuccesso commerciale, ma divenne un caso letterario presso gli intellettuali, tra i quali trovò gelidi detrattori che lo liquidarono frettolosamente come un'opera divertente ma superficiale, e pochi, ma entusiasti estimatori che salutarono un'opera a loro avviso rivoluzionaria. Tra questi James Joyce, che scrisse dell'autore «ecco uno scrittore vero, con un autentico spirito comico», Graham Greene, che definì il romanzo «un libro tra mille… sulla linea di Tristram Shandy e dell'Ulisse» e Samuel Beckett. In ogni caso il libro, una riflessione sulla natura della fiction e sulla cultura irlandese, gli dette una fama di scrittore brillante e di promessa della letteratura nazionale.

### The Third Policeman
Nel 1940 il suo secondo romanzo, The Third Policeman, venne rifiutato dagli editori e O'Brien, avvilito, raccontò di averne perduto il manoscritto. L'opera fu ritrovata tra le sue carte solo dopo la sua morte e pubblicata nel 1967.

### Gli anni del silenzio
L'insuccesso commerciale del primo romanzo, il rifiuto del secondo e le gravi difficoltà economiche che egli dovette affrontare aggravarono la naturale insicurezza e disistima dell'autore verso la propria produzione letteraria, determinandone il silenzio come romanziere per due decenni. Queste circostanze, insieme all'acuirsi dei suoi problemi di alcolismo che lo costrinsero alle dimissioni dal suo impiego presso il governo, contribuirono a creare un alone di pregiudizio verso l'autore, considerato ormai una promessa non mantenuta della letteratura irlandese.

### Gli ultimi romanzi
Nel 1959, gli editori MacGibbon and Kee contattarono O'Brien proponendo una riedizione di At Swim-Two-Birds che vide la luce l'anno successivo. Nonostante O'Brien dichiarasse ormai di detestare il romanzo, il riaccendersi dell'interesse attorno alla sua attività dovette agire da forte stimolo visto che lo spinse a scrivere un nuovo romanzo. The Hard Life fu pubblicato nel 1961, seguito nel 1964 da The Dalkey Archive.
Al loro apparire i romanzi suscitarono scarso interesse, poiché ritenuti troppo convenzionali se paragonati ad At Swim-Two-Birds che aveva indissolubilmente bollato O'Brien come autore d'avanguardia.
O' Brien fu soprattutto un creatore di mondi in cui fantastico e quotidiano, mito e realtà si fondono con effetti sorprendentemente umoristici. La sua attenzione per i modi della letteratura e per la cultura irlandese, la sua abilità nel ritrarre la società irlandese, con le sue ossessioni, i suoi pregiudizi e il suo provincialismo, e la sensibilità per il linguaggio (in modo particolare per la resa del parlato dublinese) hanno spesso indotto critici e recensori a evocare la figura di Joyce.

## Opere
- At Swim-Two-Birds (1939) [romanzo]
  - London: Macgibbon & Kee, 1966
  - Harmondsworth: Penguin, 1967 ISBN 0-14-018172-5
  - New York: New American Library, 1976
  - London: Penguin 2001 ISBN 0-14-118268-7
  - tr. it. Juan Rodolfo Wilcock: Una pinta d'inchiostro irlandese
    - Torino: Einaudi («Supercoralli»), 1968
    - Milano: Adelphi («Biblioteca» 268), 1993 ISBN 88-459-0964-6
    - Milano: Bompiani («Tascabili» 647), 1999 e 2001 ISBN 88-452-4169-6 ISBN 88-452-4588-8
- Faustus Kelly (1943) [commedia]
  - tr. it. Gabriella Mannoni Lanzoni e Alex R. Falzon, in Due commedie, Roma: Bonacci, 1984 ISBN 88-7573-180-2
- An Beal Bocht (1941) [romanzo]
  - tr. inglese Patrick C. Power: The Poor Mouth (1973)
    - con illustrazioni di Ralph Steadman, London: Jacobson e Hart-Davis, 1973 ISBN 0-246-10612-3
    - London: Pan Books, 1978 ISBN 0-330-24584-8
    - Normal: Dalkey Archive Press, 1996 ISBN 1-56478-091-0
    - London: Flamingo, 1993 ISBN 0-586-08748-6

  - tr. it. Daniele Benati: La miseria in bocca, Milano: Feltrinelli («Impronte» 44), 1987 (con introduzione di Gianni Celati) ISBN 88-07-05048-X; ivi («UE» 1221) 2000 ISBN 88-07-81220-7 ISBN 88-07-81221-5
- The Hard Life. An Exegesis of Squalor (1961) [romanzo]
  - London: Pan Books, 1976 ISBN 0-330-24800-6
  - London: Paladin, 1990 ISBN 0-586-08951-9
  - London: Harper Collins, 1995 ISBN 0-586-08951-9
  - Normal: Illinois State University, 1996 ISBN 1-56478-141-0
  - con introduzione di Jamie O'Neill, London: Scribner e Dublin: TownHouse, 2003 ISBN 1-903650-59-3
  - tr. it. Daniele Benati
    - L'ardua vita, Varese: Giano, 2002 ISBN 88-7420-006-4
    - Vita dura, Vicenza: Neri Pozza, 2009 ISBN 978-88-545-0285-7
- The Dalkey Archive (1964) [romanzo]
  - London: Hart-Davis, MacGibbon, 1973 ISBN 0-246-10764-2
  - London: Grafton, 1986 ISBN 0-246-12971-9
  - London: Flamingo, 1993 ISBN 0-586-08953-5
  - tr. it. Adriana Bottini: L'archivio di Dalkey, Milano: Adelphi («Biblioteca» 304), 1995 ISBN 88-459-1135-7
- The Third Policeman (1968 ma scritto nel 1939-1940) [romanzo]
  - London: Macgibbon, 1968
  - London: Picador Pan Books, 1974 ISBN 0-330-24158-3
  - London: Flamingo, 1993 ISBN 0-586-08749-4
  - tr. it. Bruno Fonzi, Il terzo poliziotto
    - Torino: Einaudi (»Supercoralli»), 1971
    - Milano: Adelphi («Biblioteca» 246), 1992 ISBN 88-459-0829-1 ISBN 978-88-459-0829-3
- The Best of Myles: a selection from "Cruiskeen Lawn" (1968), a cura di Kevin O'Nolan [scelta da 25 anni di rubriche e articoli sull'«Irish Times» pubblicati con lo pseudonimo di Myles na Gopaleen o Myles na gCopaleen]
  - London: MacGibbon & Kee, 1968 ISBN 0-246-10843-6
  - tr. it. Daniele Benati
    - Il boccale traboccante, Varese: Giano, 2005 ISBN 88-7420-062-5
    - Cronache dublinesi, Vicenza: Neri Pozza, 2008 ISBN 978-88-545-0211-6
- Two in One (1954) [racconto ritrovato e pubblicato postumo nel 1974]
  - tr. it. Francesco Laurenti, Due in uno, in Scene e scenate. Racconti brevi 1934-1967, Milano: Feltrinelli, 2016 ISBN 978-88-588-5483-9
- Stories and Plays (1973) [contiene: Slattery's Sago Saga, The Martyr's Crown, John Duffy's Brother, Thirst, Faustus Kelly, A Bash in the Tunnel]
  - London: Hart-Davis, 1973 ISBN 0-246-10613-1
  - London: Paladin Grafton books, 1991 ISBN 0-586-08954-3
  - tr. it. Francesco Laurenti, Scene e scenate. Racconti brevi 1934-1967, Milano: Feltrinelli, 2016 ISBN 978-88-588-5483-9 [contiene: Scene e scenate di un romanzo, Il fratello di John Duffy, Quando conobbi Guglielmo d'Orange, Non vi dico bugie!, Bersi il tempo a Dublino, La corona della martire, Donate, Due in uno, Fuori orario]
- The Hair of the Dogma: a Further Selection from "Cruiskeen Lawn", a cura di Kevin O'Nolan [altra scelta di articoli dall'«Irish Times»]
  - London: Hart-Davis, MacGibbon, 1977 ISBN 0-246-10875-4
  - London: Grafron books, 1989
- Further Cuttings from "Cruiskeen lawn" a cura di Kevin O'Nolan [altra scelta di articoli]
  - London: Paladin Grafton Books, 1989
- Myles Away from Dublin (1985)[antologia delle rubriche su «The Nationalist» e «Leinster Times» firmate come George Knowall]
  - London: Flamingo, 1993
- Arsura [commedia]
  - in Due commedie, tr. it. Gabriella Mannoni Lanzoni e Alex R. Falzon, Roma: Bonacci, 1984 ISBN 88-7573-180-2
- Myles Before Myles: portraits of Brian O'Nolan, a cura di Timothy O'Keeffe
  - London: Martin Brian and O'Keeffe Ltd, 1973 ISBN 0-85616-150-0
- The Various Lives of Keats and Chapman and The Brother (1976), a cura di Benedict Kiely
  - London: Hart-Davis, 1976 ISBN 0-246-10643-3
  - London: Paladin Grafton Books, 1990
- At War, a cura di John Wyse Jackson [scelta di articoli 1940-1945]
  - con disegni di Hector McDonnell, London: Duckworth, 1999 ISBN 0-7156-3025-3 ISBN 978-0-7156-3025-9
  - Champaign: Dalkey Archive Press, 2003 ISBN 1-56478-328-6 ISBN 978-1-56478-328-8

## Critica
- Roberta Ferrari, La scrittura come travestimento dell'Io. La narrativa di Flann O'Brien, Pisa, ETS, 1995.
- Giordano Vintaloro, L'A(rche)tipico Brian O'Nolan. Comico e riso dalla tradizione al post-, Trieste, Battello Stampatore, 2009. ISBN 88-87208-50-6.